# 柳沼重剛
柳沼 重剛（やぎぬま しげたけ、1926年12月1日 - 2008年7月29日）は、日本の西洋古典学者。筑波大学名誉教授、プルタルコスの原典訳が著名。

## 経歴
1926年（大正15年）、東京生まれ。浦和高等学校（旧制）を卒業。大正生まれで在学中に学徒出陣で徴兵。最後の初年兵として兵役につき広島県八本松町（現：東広島市）に駐在、1945年8月6日の広島に原爆投下直後から終戦まで約10日間駐留、爆心地で救援に当たり二次被曝した。1949年、京都大学文学部を卒業、田中美知太郎や松平千秋の門下生であった。
1949～56年、都立九段高校で、英語教師として「英語」と「世界史」を担当しつつ、東京大学大学院で、高津春繁の指導を受けた。大学院修了後、立命館大学助教授・教授から東海大学教授を経て、筑波大学教授、大妻女子大学教授をつとめた。2008年、原爆症に起因する急性骨髄性白血病のため死去した。

## 受賞・栄典
- 2005年秋、瑞宝中綬章受勲[1]。

## 著書
- 『古代知識人群像』 東海大学出版会、1974年
  - 改訂版『ギリシア ローマ古代知識人群像』 岩波書店〈同時代ライブラリー〉、1994年
- 『語学者の散歩道』 研究社出版、1991年／岩波現代文庫、2008年。収録論考は少し変更
- 『西洋古典こぼればなし』 岩波書店〈同時代ライブラリー〉、1995年
- 『地中海世界を彩った人たち 古典に見る人物像』 岩波現代文庫、2007年[2]
- 『トゥキュディデスの文体の研究』 岩波書店、2002年。博士論文を増訂

## 訳書
- 編訳『ギリシア・ローマ名言集』 別冊岩波文庫(電子書籍も刊)、2003年、ワイド版2004年
- プルタルコス『英雄伝』〈西洋古典叢書〉京都大学学術出版会、第1・2巻、2007年、第3巻、2011年[3]-『プルタルコス英雄伝』の原典完訳
- プルタルコス『饒舌について 他5篇』 岩波文庫、1985年 - 各『倫理論集 モラリア』より邦訳
  - プルタルコス『食卓歓談集』 岩波文庫、1987年
  - プルタルコス『似て非なる友について 他3篇』 岩波文庫、1988年
  - プルタルコス『愛をめぐる対話 他3篇』 岩波文庫、1986年
  - 『エジプト神イシスとオシリスの伝説について』 岩波文庫、1996年

- アテナイオス 『食卓の賢人たち』〈西洋古典叢書〉京都大学学術出版会（全5巻）、1997年～2004年
  - 抜粋版『食卓の賢人たち』 岩波文庫、1992年
- ソポクレス 『アンティゴネー』〈ギリシア悲劇全集3〉岩波書店、1990年
- エウリピデス 『ヘラクレスの子供たち』、『レソス』、ちくま文庫〈ギリシア悲劇 3・4〉、1986年
  - 元版『世界古典文学全集9　エウリピデス』 筑摩書房、1965年、復刊2005年ほか
- エウリピデス『イオン』-『ギリシア悲劇全集 第3巻 エウリピデス篇Ⅰ』 人文書院、1960年
- ギルバート・ハイエット[4](Gilbert Highet)『西洋文学における古典の伝統』 筑摩書房〈筑摩叢書 上下〉、1969年、新版1985年
- アルナルド・モミリアーノ(Arnaldo Momigliano) 『伝記文学の誕生』[5] 東海大学出版会（東海選書）、1982年